# Copa Intercontinental 1985
La Copa Intercontinental 1985 fue la vigésimo cuarta edición del torneo que enfrentaba al campeón de la Copa Libertadores de América con el campeón de la Copa de Campeones de Europa. Se llevó a cabo, por sexta vez consecutiva, en un único encuentro jugado el 8 de diciembre de 1985 en el Estadio Nacional de la ciudad de Tokio, en Japón.
El encuentro fue disputado por Argentinos Juniors de Argentina, vencedor de la Copa Libertadores 1985, y Juventus de Italia, campeón de la Copa de Campeones de Europa 1984-85. Tras estar dos veces en desventaja durante el transcurso del tiempo reglamentario, que acabó en empate 2 a 2, el equipo europeo logró consagrarse campeón luego de la ejecución de los tiros desde el punto penal, alcanzando de esta forma su primer título en la competición.
Esta final está considerada por especialistas como la mejor final del torneo jamás disputada, siendo reconocida como tal incluso por la propia FIFA.

## Equipos participantes
| Conmebol (Sudamérica) |  | Argentinos Juniors |  | Campeón de la Copa Libertadores de América (1985)   |
| UEFA (Europa)         |  | Juventus           |  | Campeón de la Copa de Campeones de Europa (1984-85) |

## Sede
| Japón               |          |
| Ciudad              | Estadio  |
| Tokio               | Nacional |
|                     |          |
| 57 363 espectadores |          |

## Desarrollo
La Juventus de Michel Platini aparecía como amplia favorita y todo el mundo pensaba que sería campeón con comodidad pero le costó, y mucho, conseguir la copa. Sorpresivamente, Argentinos Juniors se puso en ventaja con gol de Carlos Ereros a los 10' del segundo tiempo. Ocho minutos más tarde, Michel Platini convirtió el empate por medio de un penal dudoso. Nuevamente, Argentinos se puso en ventaja por medio de José Antonio Castro, faltando apenas 15' para el final del partido. Sin embargo, la Juventus no se dio por vencida y a los 37' del segundo tiempo, logra el empate gracias al gol del danés Michael Laudrup. Luego de la prórroga, llegó el turno de la definición por penales, que tendrían como ganador al conjunto italiano por 4 a 2.

## Ficha del partido
| 1          | POR        | Stefano Tacconi      |     |
| 2          | DEF        | Luciano Favero       |     |
| 3          | DEF        | Antonio Cabrini      |     |
| 5          | DEF        | Sergio Brio          |     |
| 6          | DEF        | Gaetano Scirea       | 64' |
| 4          | MED        | Massimo Bonini       |     |
| 7          | MED        | Massimo Mauro        | 78' |
| 8          | MED        | Lionello Manfredonia |     |
| 10         | MED        | Michel Platini       |     |
| 9          | DEL        | Aldo Serena          |     |
| 11         | DEL        | Michael Laudrup      |     |
| Entrenador | Entrenador | Giovanni Trapattoni  |     |

| 1          | POR        | Enrique Vidallé     |      |
| 2          | DEF        | José Luis Pavoni    |      |
| 3          | DEF        | Adrián Domenech     |      |
| 4          | DEF        | Carmelo Villalba    |      |
| 5          | MED        | Sergio Batista      |      |
| 6          | MED        | Jorge Olguín        |      |
| 8          | MED        | Mario Videla        |      |
| 10         | MED        | Emilio Commisso     | 82'  |
| 7          | DEL        | José Antonio Castro |      |
| 9          | DEL        | Claudio Borghi      |      |
| 11         | DEL        | Carlos Ereros       | 117' |
| Entrenador | Entrenador | José Yudica         |      |

| 13 | DEF | Stefano Pioli    | 64' |
| 16 | DEL | Massimo Briaschi | 78' |

| 16 | MED | Renato Corsi    | 82'  |
| 14 | MED | Juan José López | 117' |

| Anotado · Penal | 63' | Michel Platini  | 1:1 |
| Anotado         | 82' | Michael Laudrup | 2:2 |

| Anotado | 55' | Carlos Ereros       | 0:1 |
| Anotado | 75' | José Antonio Castro | 1:2 |

| Sergio Brio     | Acierto de penal | 1:0 |                  |                  |
|                 |                  | 1:1 | Acierto de penal | Jorge Olguín     |
| Antonio Cabrini | Acierto de penal | 2:1 |                  |                  |
|                 |                  | 2:1 | Fallo de penal   | Sergio Batista   |
| Aldo Serena     | Acierto de penal | 3:1 |                  |                  |
|                 |                  | 3:2 | Acierto de penal | Juan José López  |
| Michael Laudrup | Fallo de penal   | 3:2 |                  |                  |
|                 |                  | 3:2 | Fallo de penal   | José Luis Pavoni |
| Michel Platini  | Acierto de penal | 4:2 |                  |                  |

| Amonestado |  | Massimo Mauro  |
| Amonestado |  | Michel Platini |

| Amonestado |  | Mario Videla   |
| Amonestado |  | Claudio Borghi |
| Amonestado |  | Renato Corsi   |

| Árbitro | Volker Roth |

| 1          | POR        | Stefano Tacconi      |     |
| 2          | DEF        | Luciano Favero       |     |
| 3          | DEF        | Antonio Cabrini      |     |
| 5          | DEF        | Sergio Brio          |     |
| 6          | DEF        | Gaetano Scirea       | 64' |
| 4          | MED        | Massimo Bonini       |     |
| 7          | MED        | Massimo Mauro        | 78' |
| 8          | MED        | Lionello Manfredonia |     |
| 10         | MED        | Michel Platini       |     |
| 9          | DEL        | Aldo Serena          |     |
| 11         | DEL        | Michael Laudrup      |     |
| Entrenador | Entrenador | Giovanni Trapattoni  |     |

| 1          | POR        | Enrique Vidallé     |      |
| 2          | DEF        | José Luis Pavoni    |      |
| 3          | DEF        | Adrián Domenech     |      |
| 4          | DEF        | Carmelo Villalba    |      |
| 5          | MED        | Sergio Batista      |      |
| 6          | MED        | Jorge Olguín        |      |
| 8          | MED        | Mario Videla        |      |
| 10         | MED        | Emilio Commisso     | 82'  |
| 7          | DEL        | José Antonio Castro |      |
| 9          | DEL        | Claudio Borghi      |      |
| 11         | DEL        | Carlos Ereros       | 117' |
| Entrenador | Entrenador | José Yudica         |      |

| 13 | DEF | Stefano Pioli    | 64' |
| 16 | DEL | Massimo Briaschi | 78' |

| 16 | MED | Renato Corsi    | 82'  |
| 14 | MED | Juan José López | 117' |

| Anotado · Penal | 63' | Michel Platini  | 1:1 |
| Anotado         | 82' | Michael Laudrup | 2:2 |

| Anotado | 55' | Carlos Ereros       | 0:1 |
| Anotado | 75' | José Antonio Castro | 1:2 |

| Sergio Brio     | Acierto de penal | 1:0 |                  |                  |
|                 |                  | 1:1 | Acierto de penal | Jorge Olguín     |
| Antonio Cabrini | Acierto de penal | 2:1 |                  |                  |
|                 |                  | 2:1 | Fallo de penal   | Sergio Batista   |
| Aldo Serena     | Acierto de penal | 3:1 |                  |                  |
|                 |                  | 3:2 | Acierto de penal | Juan José López  |
| Michael Laudrup | Fallo de penal   | 3:2 |                  |                  |
|                 |                  | 3:2 | Fallo de penal   | José Luis Pavoni |
| Michel Platini  | Acierto de penal | 4:2 |                  |                  |

| Amonestado |  | Massimo Mauro  |
| Amonestado |  | Michel Platini |

| Amonestado |  | Mario Videla   |
| Amonestado |  | Claudio Borghi |
| Amonestado |  | Renato Corsi   |

| Árbitro | Volker Roth |

|                   |
| Bandera de Italia |
| Campeón Juventus  |
| 1.er título       |